# Northport (Waszyngton)
Northport – miasto w Stanach Zjednoczonych, w stanie Waszyngton, w hrabstwie Stevens.